# Хэ Цзянькуй
Хэ Цзяньку́й (кит. трад. 賀建奎, упр. 贺建奎, пиньинь Hè Jiànkuí; род. в 1984, уезд Синьхуа, Лоуди, Хунань, КНР) — китайский биолог и биофизик, 26 ноября 2018 года заявивший, что путём воздействия на ген CCR5 методом CRISPR-Cas9 помог создать первых в мире людей с искусственно изменёнными генами — двух девочек-близнецов Лулу и Нану, которые, как предполагается, невосприимчивы к вирусу иммунодефицита человека.

## Биография
В 2002—2006 гг. учился в Научно-техническом университете Китая, затем поступил в аспирантуру Университета Райса и в 2010 г. защитил диссертацию по биофизике. Затем стажировался в Стэнфордском университете под руководством Стивена Куэйка. Вернувшись в Китай в 2012 г., получил лабораторию в Южном научно-технологическом университете в Шэньчжэне и основал несколько стартапов в области биотехнологий.
В декабре 2019 года Хэ Цзянькуй был приговорен к 3 годам лишения свободы и штрафу в 3 млн юаней за нарушение законодательства в области экспериментов с людьми и проведение медицинских процедур без лицензии.
В апреле 2022 года Хэ Цзянькуй был освобожден из тюрьмы и возобновил свою научную деятельность.
7 апреля 2022 было опубликовано интервью гонконгского издательства South China Morning Post, в котором Хэ Цзянькуй сообщил, что планирует создать новую лабораторию в Пекине, которая будет заниматься генной терапией редких врожденных патологий, и зарегистрировать некоммерческую исследовательскую организацию под названием «Пекинский институт исследований редких заболеваний».

## Эксперимент по редактированию генов человека
Руководство Южного научно-технологического университета сообщило, что не знало об опытах своего сотрудника, и намерено начать расследование. Кроме того, им было опубликовано заявление, в котором отрицается любая причастность университета к эксперименту, если таковой проводился. Также утверждается, что с февраля 2018 года Хэ Цзянькуй находился в неоплачиваемом отпуске,  что его опыты с эмбрионами не проходили на территории университета или в оплаченные университетские часы и что о них ничего не было известно ни руководству университета, ни администрации факультета биологии.
После публичной критики исследователя появились данные, что Хэ Цзянькуй пропал и его местонахождение неизвестно.
В январе 2019 года власти Китая подтвердили рождение в Шэньчжэне первых в мире генно-модифицированных людей, а также то, что в отношении биолога Хэ Цзянькуя начато расследование. Выяснилось, что для получения разрешения этического комитета для проведения процедуры были подделаны документы, а сотрудники медицинского центра не знали, что имплантировали пациентам генетически модифицированные клетки.